# Ragöser-dijk

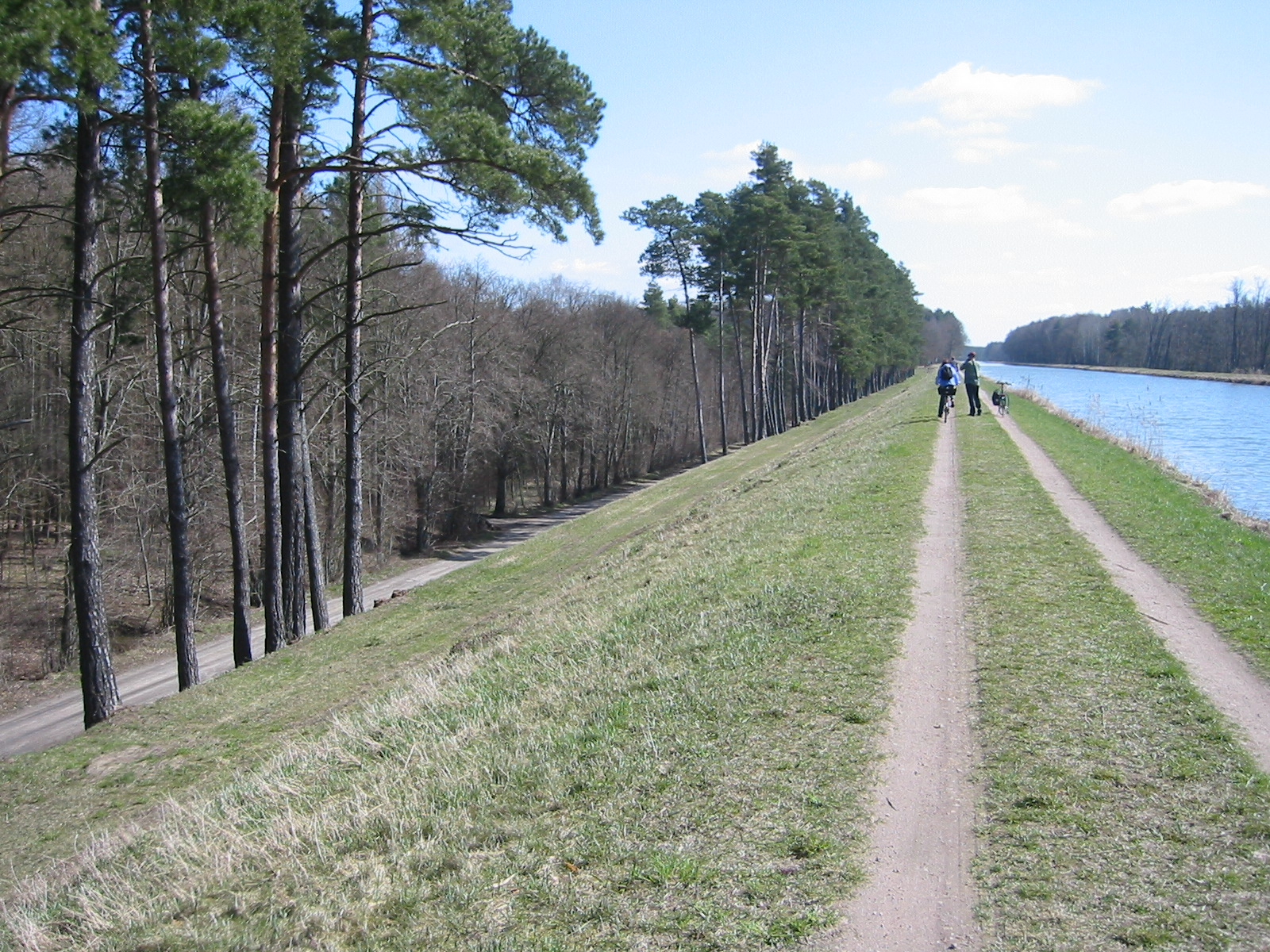
Ragöser-dijk - noordzijde

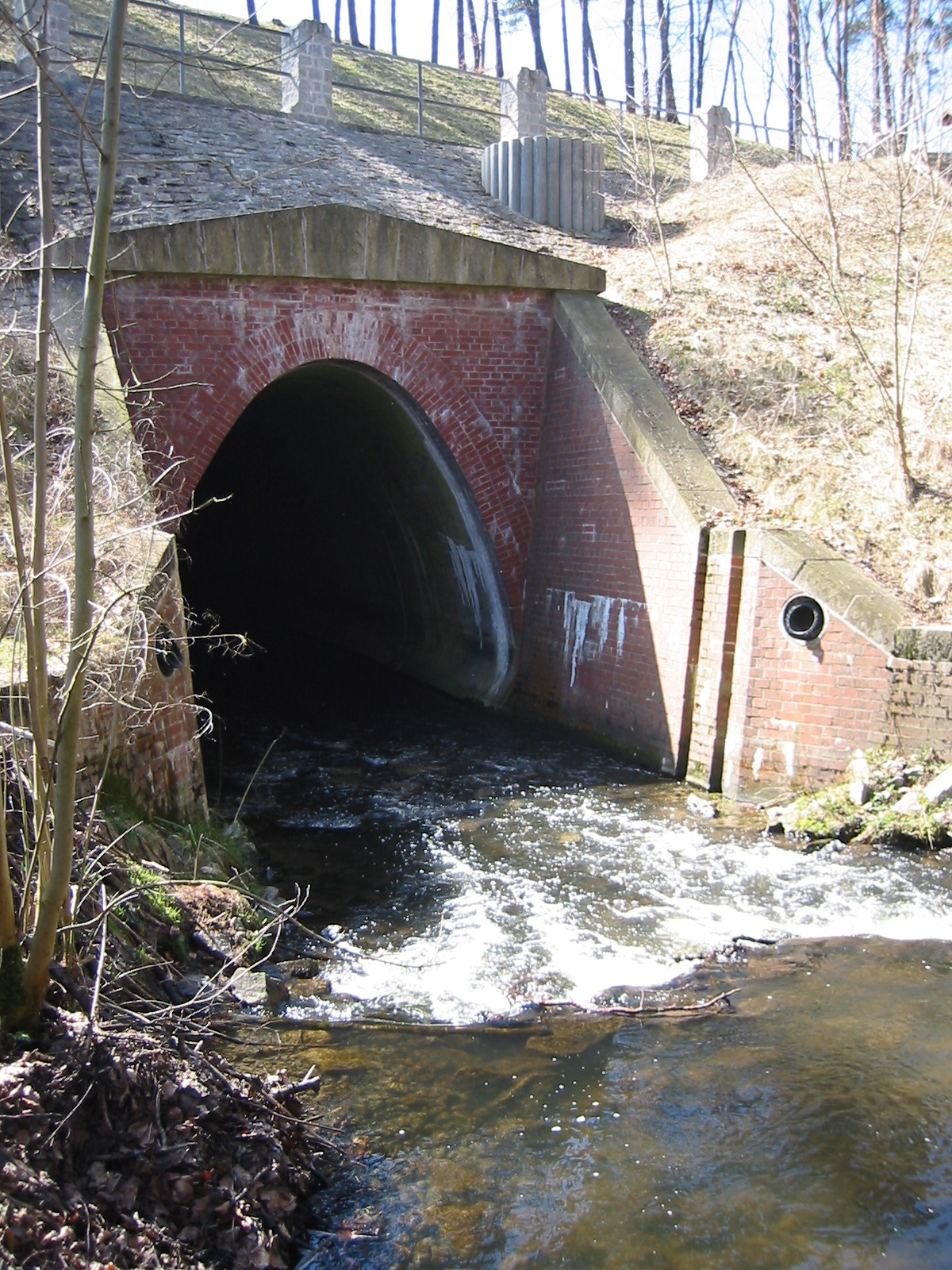
Ragöse-doorlaat

De Ragöser-dijk is een kanaaldijk op het Oder-Havelkanaal gelegen in het noordoosten van Eberswalde in de Duitse deelstaat Brandenburg. Met een hoogte van 28,6 meter is het de hoogste van zijn soort in Europa en bij zijn bouw zelfs de hoogste van de wereld.
De dijk heeft een lengte van 800 meter en werd gebouwd van 1906 tot 1911 bij het aanleggen van het Oder-Havelkanaal om het dal van de Ragöse te kruisen zonder niveauverschil op het kanaal. Voor de bouw werd 1 miljoen kubieke meter aarde opgehoogd.
Ongeveer in het midden van de dijk bevindt zich de doorlaat van de Ragöse rivier, die reeds was afgewerkt in 1908. Deze tunnel is 4,2 m breed, 4,3 m hoog en (oorspronkelijk) 156,3 m lang en opgebouwd uit 38 betonnen ringelementen, van verschillende sterkte in functie van de hoogte van de bovenliggende grondlagen. In het begin was de doorvaart van schuiten toegestaan.
Van maart 1997 tot december 1998 werden bijkomende veiligheidsmaatregelen getroffen, nadat beschadigingen werden vastgesteld bij vergelijkbare dijken op andere Duitse kanalen en ook bij de Ragöser-dijk tekortkomingen werden vastgesteld. Aan beide zijden van de kroon werden 2476 damplaten met een lengte van 8,25 m tot 20,25 geheid, om doorsijpelend water naar beneden af te leiden. Aan de voet werden de nodige afwateringskanalen gebouwd, om zo nodig het water om te leiden naar de Ragöse.
Verder werd de dijkhelling aan de zuidzijde over 400 m versterkt met 16.000 kubieke meter aarde, daarbij werd de Ragöse doorlaat verlengd tot 176,9 m door een stalen pijp van 27,7 m zowat 7 meter diep in de tunnelkoker te schuiven.
De Ragöser-dijk is een beschermd monument.